# 叶夫根尼娅·奇库诺娃
叶夫根尼娅·伊戈列芙娜·奇库诺娃（俄語：Евгения Игоревна Чикунова，2004年11月17日—）生于圣彼得堡，是一名俄罗斯女子游泳运动员，主攻蛙泳。她在2019年俄罗斯游泳锦标赛上首次夺得全国冠军，并入选同年世界游泳锦标赛俄罗斯国家队替补阵容，及世界青年游泳锦标赛正选名单。2023年4月19日，她在俄罗斯游泳锦标赛上以2分17秒55的成绩夺得女子200公尺蛙泳冠军，并打破世界纪录。